# Serlone I d'Altavilla
Serlone I d'Altavilla (in fr. Serlon I de Hauteville; ... – XI secolo) è stato un signore normanno dell'XI secolo, figlio primogenito del celebre Tancredi d'Altavilla.

## Biografia
Serlone I d’Altavilla (spesso chiamato anche Sarlo) fu il primo dei cinque figli avuti da Tancredi d’Altavilla e la prima moglie Muriella. A differenza dei fratelli e dei fratellastri (Tancredi ebbe infatti anche un secondo matrimonio con Fresenda), che si stabilirono in Italia meridionale creando le basi nell'arco di una generazione del futuro Regno di Sicilia, Serlone rimase in Normandia dove, alla morte del padre nel 1041, ereditò il feudo di Hauteville. Guerriero di eccezionale valore servì il duca Roberto I di Normandia, che lo apprezzò molto; fu bandito tre anni dalla Normandia per aver ucciso un uomo che lo avrebbe insultato. Sposò la figlia del Signore di Pirou, divenendo Signore e Barone dell'omonimo Castello. Da questo matrimonio ebbe un figlio chiamato con il suo stesso nome Serlone II d'Altavilla che raggiunse verso il 1060 lo zio Ruggero d'Altavilla in Sicilia.

## Ascendenza
|                         |                          |         | Genitori |  |  | Nonni |  |  | Bisnonni |  |  | Trisnonni |  |
|                         |                          |         |          |  |  |       |  |  | …        |  |  | …         |  |
|                         |                          |         |          |  |  |       |  |  | …        |  |  | …         |  |
|                         |                          | …       |          |  |  |       |  |  | …        |  |  |           |  |
| …                       |                          |         |          |  |  |       |  |  | …        |  |  |           |  |
|                         |                          | …       | …        |  |  |       |  |  |          |  |  |           |  |
|                         |                          | …       | …        |  |  |       |  |  |          |  |  |           |  |
|                         |                          | …       | …        |  |  |       |  |  |          |  |  |           |  |
| Tancredi d'Altavilla    |                          | …       |          |  |  |       |  |  |          |  |  |           |  |
|                         |                          | …       | …        |  |  |       |  |  |          |  |  |           |  |
|                         |                          | …       | …        |  |  |       |  |  |          |  |  |           |  |
|                         |                          | …       | …        |  |  |       |  |  |          |  |  |           |  |
| …                       |                          | …       |          |  |  |       |  |  |          |  |  |           |  |
|                         |                          | …       | …        |  |  |       |  |  |          |  |  |           |  |
|                         |                          | …       | …        |  |  |       |  |  |          |  |  |           |  |
|                         |                          | …       | …        |  |  |       |  |  |          |  |  |           |  |
| Serlone I d'Altavilla   |                          | …       |          |  |  |       |  |  |          |  |  |           |  |
|                         | Guglielmo I di Normandia | Rollone |          |  |  |       |  |  |          |  |  |           |  |
|                         | Guglielmo I di Normandia | Rollone |          |  |  |       |  |  |          |  |  |           |  |
|                         | Guglielmo I di Normandia | Poppa   |          |  |  |       |  |  |          |  |  |           |  |
| Riccardo I di Normandia | Guglielmo I di Normandia |         |          |  |  |       |  |  |          |  |  |           |  |
|                         |                          | Sprota  | …        |  |  |       |  |  |          |  |  |           |  |
|                         |                          | Sprota  | …        |  |  |       |  |  |          |  |  |           |  |
|                         |                          | Sprota  | …        |  |  |       |  |  |          |  |  |           |  |
| Muriella                |                          | Sprota  |          |  |  |       |  |  |          |  |  |           |  |
|                         |                          | …       | …        |  |  |       |  |  |          |  |  |           |  |
|                         |                          | …       | …        |  |  |       |  |  |          |  |  |           |  |
|                         |                          | …       | …        |  |  |       |  |  |          |  |  |           |  |
| …                       |                          | …       |          |  |  |       |  |  |          |  |  |           |  |
|                         |                          | …       | …        |  |  |       |  |  |          |  |  |           |  |
|                         |                          | …       | …        |  |  |       |  |  |          |  |  |           |  |
|                         |                          | …       | …        |  |  |       |  |  |          |  |  |           |  |
|                         |                          | …       |          |  |  |       |  |  |          |  |  |           |  |